# Onthophagus girardinae
Onthophagus girardinae là một loài bọ cánh cứng trong họ Bọ hung (Scarabaeidae).